# ستين سوك
ستين سوك (بالإستونية: Sten-Timmu Sokk)‏ مواليد 14 فبراير 1989 في تالين، هو لاعب كرة سلة إستوني. بدأ مسيرته الاحترافية في سنة 2005. يحمل الرقم 5. لعب مع راكفيره تارفاس ونادي دينامو موسكو لكرة السلة.

## الإنجازات
- كأس إستونيا لكرة السلة : 2009، 2010، 2011، 2015

## روابط خارجية
- ستين سوك على موقع الاتحاد الدولي لكرة السلة (الإنجليزية)
- ستين سوك على موقع كرة السلة الأوروبية.كوم (الإنجليزية)
- ستين سوك على موقع ريلجم (الإنجليزية)
- ستين سوك على موقع بروبوليرز (الإنجليزية)
- ستين سوك على موقع سبورتس رفرنس (الإنجليزية)